# Божевільна Лорі
«Божевільна Лорі» — радянський художній фільм, знятий за мотивами повісті Пола Гелліко «Томасіна» в 1991 році режисером Леонідом Нечаєвим. Розділяється на дві частини: «Томасіна» і «Таліта».

## Сюжет
У провінційному англійському містечку живе маленька дівчинка Мері-Руа Макдьюї разом зі своїм батьком Ендрю, який після смерті дружини, Енн, став замкнутий і жорстокий до всіх оточуючих, виключаючи, частково, свого друга, Преподобного Енгуса Педді. Одного разу у дівчинки захворює її улюблена кішка — Томасіна. Її батько, ветеринар за фахом, відмовляється лікувати її і навіть потайки бажає її смерті, і тоді доводиться звернутися до лісової чаклунки Лорі Макгрегор (Божевільної Лорі), яку тут вважають божевільною. Насправді ж це гарна молода жінка, яка від природи володіє чудовим даром цілительства і пророцтва. Після знайомства з нею містер Макдьюї відкриває для себе щось нове — він зрозуміє, що, може бути, сам того не бажаючи, останнім часом приносив всім оточуючим, у тому числі і близьким людям тільки біль. І незважаючи на те, що кішку все ж не вдасться врятувати в першій частині фільму, в цій історії все закінчиться щасливо.

## У ролях
- Юозас Будрайтіс —  містер Ендрю Макдьюї
- Зінаїда Оборнєва —  Мері-Руа Макдьюї
- Ольга Зарубіна — Божевільна, Лорі Макгрегор
- Віктор Плют —  Преподобний Енгус Педді
- Катерина Васильєва —  місіс Маккензі, економка в родині Макдьюї
- Юрій Катін-Ярцев —  Віллі Беннок, ветеринар і асистент містера Макдьюї
- Людмила Авескулова —  місіс Енн Макдьюї
- Єгор Каширський —  Х'юго Стірлінг
- Костянтин Гончаров —  Джиммі Брайд
- Єгор Харьковцев —  Джорді Макнеб
- Анатолій Рудаков —  констебль
- Валентина Титова —  господиня песика Тобі
- Василь Кравцов —  містер Таммас Мор, незрячий з собакою-поводирем
- Тетяна Забродіна —  перша дама в черзі до ветеринара
- Казимира Кімантайте —  друга дама в черзі до ветеринара
- Галина Шостко — епізод
- Юрій Дубровін —  собаківник в черзі до ветеринара
- Петро Чевельча — епізод
- В. Євдокимов — епізод
- Юріс Стренга —  лікар Стретсі
- Олена Марютина — епізод
- Юрій Баркєєв —  циганський барон
- Катерина Жемчужна —  циганка з цирку
- В. Банников — епізод
- Михайло Солодовник —  циган з ведмедем
- Кіра Вигузова — епізод
- Марія Харьковцева — епізод
- Денис Баздирєв — епізод
- Віталій Лапін — епізод
- Антон Максимов — епізод
- Михайло Силенко — епізод
- Ілля Силенко — епізод

## Знімальна група
- Автори сценарію: Володимир Железников,  Леонід Нечаєв
- Режисер-постановник:  Леонід Нечаєв
- Продюсер:  Михайло Литвак
- Оператор-постановник:  Андрій Кириллов
- Художники:  Дмитро Богородський,  Микола Ємельянов
- Композитор: Віктор Лебедєв
- Звукооператор: Юрій Дмитрієв
- Автор текстів пісень:  Леонід Дербеньов
- Костюми:  Наталія Полях
- Режисер: В. Кушнарьова
- Гример: Таїсія Кунич
- Монтажер: Любов Пушкіна
- Редактор: А. Савранська
- Оператори: К. Бадалов, І. Проскурін
- Декоратор: К. Новиков
- Дресирувальник: Ольга Матлахова
- Диригент:  Сергій Скрипка
- Директора: Стелла Шибко, Михайло Пядеркін